# East Hampton (Connecticut)
East Hampton is een plaats (town) in de Amerikaanse staat Connecticut, en valt bestuurlijk gezien onder Middlesex County.

## Demografie
Bij de volkstelling in 2000 werd het aantal inwoners vastgesteld op 13.352.

## Geografie
Volgens het United States Census Bureau beslaat de plaats een oppervlakte van
95,4 km², waarvan 92,2 km² land en 3,2 km² water.

## Plaatsen in de nabije omgeving
De onderstaande figuur toont nabijgelegen 'incorporated' en 'census-designated' plaatsen in een straal van 16 km rond East Hampton.